# 김정민 (1995년)
김정민(한국 한자: 金晶珉, 1995년 9월 6일 ~ ) 은 대한민국의 축구 선수이다. 포지션은 수비수이다.

## 클럽 경력
김정민은 2018시즌을 앞두고 안산 그리너스에 입단하면서 커리어를 시작했다.
2020시즌을 앞두고 K리그2의 FC 안양으로 이적했다.
2021시즌을 앞두고 1년만에 안산 그리너스로 이적했다.